# 王秉 (太原郡公)
王秉（？—？），《北史》为李昞避讳，作王柬、王康、王秉，太原郡祁县人。西魏到隋朝軍人。
父亲王思政。549年（大統十五年），王思政在穎川敗降東魏，王秉逃回西魏。嗣父太原公的爵位，官至驃騎大将軍、侍中、開府儀同三司。550年（大統十六年），参加東征，任使持節、大都督，管理父亲旧部兵士。553年（西魏废帝二年），属尉迟迥麾下攻撃蜀地，駐屯天水郡。賜姓拓王氏，任鄜州刺史。560年（武成二年），任匠師中大夫，转任載師中大夫。562年（保定二年），任安州总管。571年（天和六年）为上柱国。575年（建德四年），转任襄州总管。入隋代之后在汴州刺史任內去世。

## 子女
- 王裕（長男）
  - 王仁表（孫）
    - 王方翼（曾孫）
      - 王瑨（玄孫）
        - 王鉷（六世孫）
        - 王（六世孫）
- 王某（次男）
  - 王仁祐（孫）
    - 王皇后（曾孫女）

## 传記資料
- 《周書》卷18 列传第10
- 《北史》卷62 列传第50

## 備註
1. ↑  《北史校勘记·卷六十二·列传第五十·8》:子康　周书“康”作“秉”。按周书卷五武帝纪天和六年六月，以“太原公王柬为柱国”，本书卷一０周武帝纪“柬”作“秉”。周书卷六武帝纪建德四年正月又云，以“太原公王康为襄州总管”。当时只有王思政封太原公而由其子袭爵，知“王柬”、“王康”、“王秉”都是此人。唐人讳“秉”（与李昞之名同音），行文中常改为“执”，作人名则多改为“康”。如崔秉改崔康，沮渠秉改沮渠康，王肃弟秉亦改作康（参本书卷三二崔鉴传校记）。此是依字形相近改字的特例。